# Чербија (Хунедоара)
один
Чербија (рум. Cerbia) насеље је у Румунији у округу Хунедоара у општини Зам. Oпштина се налази на надморској висини од 196 m.

## Историја
Према државном шематизму православног клира у Угарској, 1846. године ту је папох, поп Јован Поповић. Православних породица је 60, а потпадају ту и филијарци из Поганешда њих 19 фамилија.

## Становништво
Према подацима из 2002. године у насељу је живело 137 становника, од којих су сви румунске националности.